# 엘라 웅에르만
엘라 웅에르만(덴마크어: Ella Ungermann, 1891년 2월 17일 ~ 1921년 9월 23일)은 덴마크의 배우이다.
1909년 코펜하겐에서 배우로 데뷔한 뒤부터 오덴세 극장 소속 배우로 활동했으며 1914년에는 덴마크 왕립극장 소속 배우가 되었다. 1921년 정서 불안으로 인해 자살했다.